# Geoff Tunnicliffe
Pour les articles homonymes, voir Tunnicliffe.
Geoff Tunnicliffe est un consultant canadien. Il a été le Secrétaire général de l'Alliance évangélique mondiale de  2005 à  2014.

## Biographie
Il a étudié les communications au British Columbia Institute of Technology et Wheaton College (Illinois) Graduate School. Puis, il a obtenu un Baccalauréat en arts en leadership chrétien à la Trinity International University. En 2007, il a reçu un doctorat honoris causa pour "Docteur du Ministère" de la Olivet University .

## Ministère
De 1999 à 2002, il a été directeur exécutif du "Refugee Highway Partnership", une organisation de l'Alliance évangélique mondiale qui vient en aide aux réfugiés . Puis il a travaillé au sein de l'Alliance évangélique du Canada, avant de devenir Secrétaire général par intérim de l'Alliance évangélique mondiale en 2005.
Lors d'un sommet en mai 2005, il devient le Secrétaire général de l'Alliance évangélique mondiale jusqu'en  2014 , , .

## Vie privée
Geoff Tunnicliffe vit à Vancouver, Canada 